# Августаль
Августаль, августал (лат. Augustalis) — золота монета Сицилійського королівства, що карбувалася з 1231 королем Сицилії та імператором Священної Римської імперії Фрідріхом II. За зовнішнім оформленням є наслідуванням давньоримського ауреуса, за змістом золота (близько 4,5 грама) відповідала візантійському соліду. В італійській літературі називається «агостаро» (італ. agostaro) або augustale.

## Опис
Монета 857-ї проби загальною вагою 5,24 г чеканилася в Бріндізі та Мессіні. На аверсі — профіль імператора, легенда — CESAR AVG IMP ROM. На реверсі — орел, легенда — FRIDE RICVS.

Формально прирівняний до 1⁄4 сицилійської унції золота, або 7+1⁄2 тарі. Фактичний вміст золота в монеті менший, але в 1232 наказано вести розрахунки в августах за офіційним курсом, при цьому тарі не були скасовані:
… novam monetam auri, que augustalis dicitur […] distribuendam […] ut ipsa monetam utantur homines в emptionibus et venditionibus suis, jüxta valorem ei ab imperiali providencia constitutum, u kilibet nummus aureus recipietur et imperialis litteris…
Riccardo di San Germano, 1936—1938, pp. 181-182 .

З'явившись як наслідування ауреуса, августаль пізніше сам став зразком для наслідувань. Близько 1278 король Неаполя і Сицилії Карл I Анжуйський розпочав карбування золотого карліно, який за змістом золота (4,4 грама) відповідав августалю. Друга назва цієї монети «салюто». За її зразком, але з меншим вмістом золота (3,85 г) король Франції Карл VI (1380—1422) карбував французький салюдор. Пізніше ще легші (3,8 і 3,43 грами чистого золота) наслідування вже французькій монеті випускали англійські королі Генріх V (1387—1422) і Генріх VI (1422—1461, 1470—1471).